# 5738 Billpickering
5738 Billpickering è un asteroide areosecante. Scoperto nel 1989, presenta un'orbita caratterizzata da un semiasse maggiore pari a 2,7341117 UA e da un'eccentricità di 0,4794207, inclinata di 21,78964° rispetto all'eclittica.